# Ter Apelkanaal
Ter Apelkanaal (52° 54′ N, 7° 03′ L) é uma cidade dos Países Baixos, na província de Groninga. Ter Apelkanaal pertence ao município de Westerwolde, e está situada a 17 km, a nordeste de Emmen.
A área de Ter Apelkanaal, que também inclui as partes periféricas da cidade, bem como a zona rural circundante, tem uma população estimada em 680 habitantes.